# San Giovanni Battista (Genova)
San Giovanni Battista è stato un comune italiano, in vigore dal 1804 al 1923. Entrò a far parte del comune di Sestri Ponente dal 1923, che nel 1926 fu aggregato a quello di Genova.
Comprende la parte collinare della cittadina di Sestri Ponente (ora quartiere del comune di Genova), della quale costituisce la parte più antica, in cui viveva la maggior parte della popolazione quando ancora la parte pianeggiante dove sorge il moderno abitato di Sestri Ponente era occupata dal mare, che vi formava il golfo del Priano (detto anche di San Lorenzo).

## Storia
Già all'inizio del XVII secolo il "Capitanato di Sestri" comprendeva, tra le altre, le frazioni di Briscata, Gazzo, Pian di Forno e Sorripa, che avrebbero poi costituito il comune di San Giovanni Battista.
Come descritto da diversi autori dell'Ottocento, quando nel 1804, durante il dominio napoleonico, fu riorganizzata la struttura amministrativa dell'allora Repubblica Ligure, non ci sarebbe stato motivo di creare due comuni distinti (Sestri Ponente e San Giovanni Battista). Tuttavia, sembra in seguito a pressioni di alcuni ricchi possidenti della zona, fu deciso di istituire il nuovo comune di San Giovanni Battista.
Sempre secondo gli stessi autori, la mancanza di coordinamento tra i due comuni limitrofi finì con il creare situazioni di disagio per gli abitanti di entrambi:
(Attilio Zuccagni-Orlandini, "Corografia fisica, storica e statistica dell'Italia e delle sue Isole")
Con il progressivo interramento del golfo, dovuto in parte ad eventi naturali e in parte all'opera dell'uomo, a partire dal XVI secolo il villaggio di Sestri (fino ad allora formato da poche case sulla spiaggia, nella zona dell'attuale Via Paglia) si espanse, crescendo di importanza rispetto alla zona collinare.
Questa divisione si protrasse fino al 1923 quando, con il R.D. del 21 ottobre di quell'anno, il comune di San Giovanni Battista fu incorporato in quello di Sestri Ponente. A sua volta, quest'ultimo, con il regio decreto-legge n. 74 del 14 gennaio 1926, nell'ambito della creazione della cosiddetta Grande Genova, insieme ad altri diciotto comuni fu aggregato a quello di Genova, la cui nuova entità amministrativa diventò operativa dal 1º luglio 1926.
La sede del comune di San Giovanni Battista era nell'attuale Piazza Aquileia, sulla collina presso la località Pian di Forno, dove ancora esiste il monumento dedicato ai concittadini caduti nella prima guerra mondiale.
Il quartiere ospita l'ospedale di Sestri Ponente, inaugurato alla fine del XIX secolo nella cinquecentesca Villa Sciallero-Carbone, che si trova alle spalle della chiesa di San Giovanni Battista. L'ospedale, intitolato a Padre Antero Micone è stato più volte ampliato nel corso del XX secolo, rendendo irriconoscibile la struttura originaria della villa (ora nascosta alla vista da vari edifici).

## Monumenti e altri luoghi di interesse

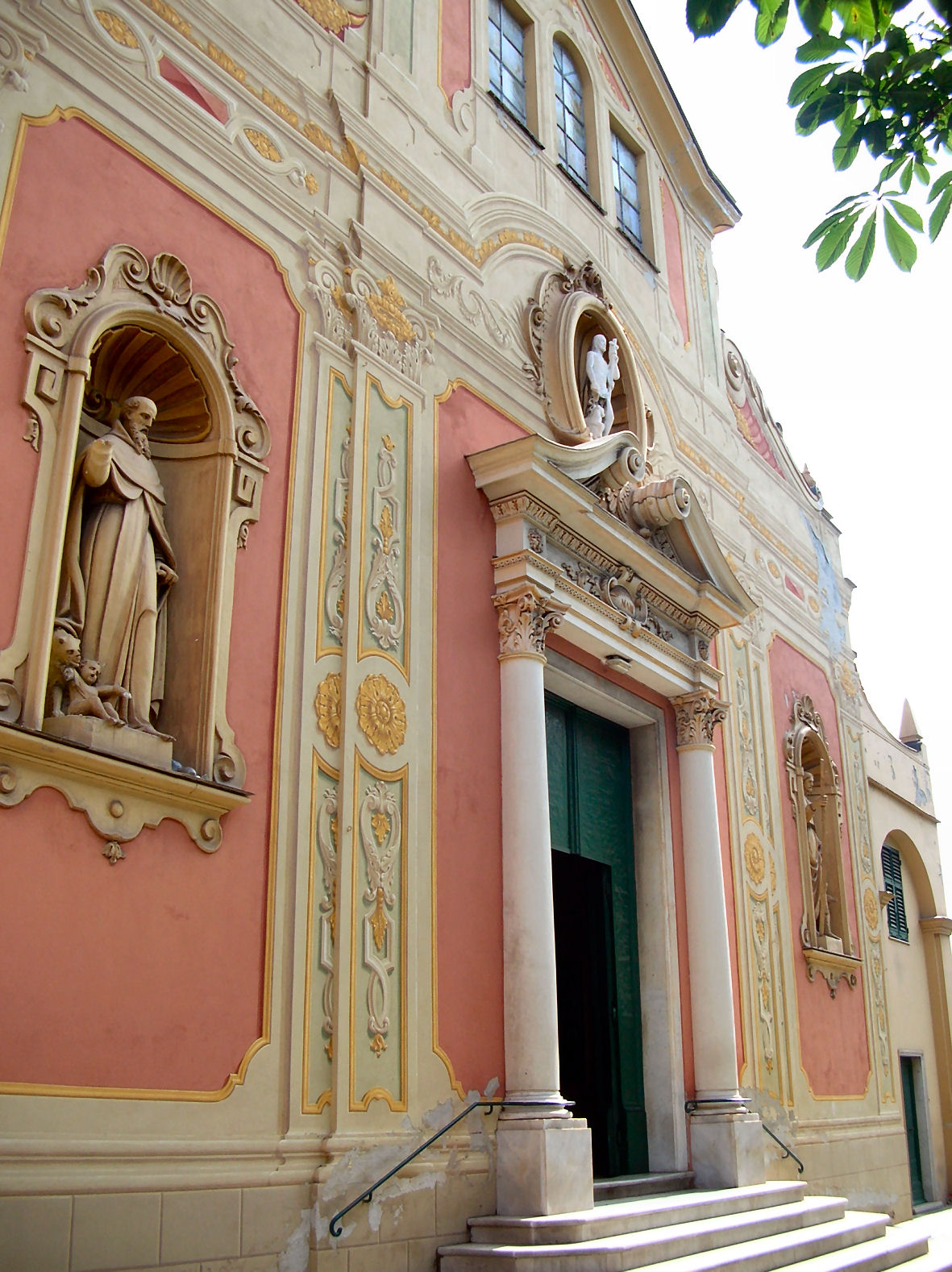
La facciata della chiesa di S. Giovanni Battista

### Chiesa di San Giovanni Battista
È una delle chiese più antiche della Liguria e una delle prime dedicate a San Giovanni Battista.
Si ritiene che la prima chiesa sia stata costruita nel VII secolo e sia divenuta sede parrocchiale nel 1132. Tuttavia il primo documento storico in cui è menzionata è una bolla del papa Adriano IV redatta nell'anno 1158.
La chiesa, completamente ristrutturata ed ampliata nel XII secolo ha subito ulteriori restauri ed ampliamenti nel XVII secolo (tra cui l'ampliamento a tre navate nel 1683). L'arcivescovo di Genova Salvatore Magnasco ha consacrato la chiesa il 26 ottobre 1890.

### Oratorio del "Santo Cristo"

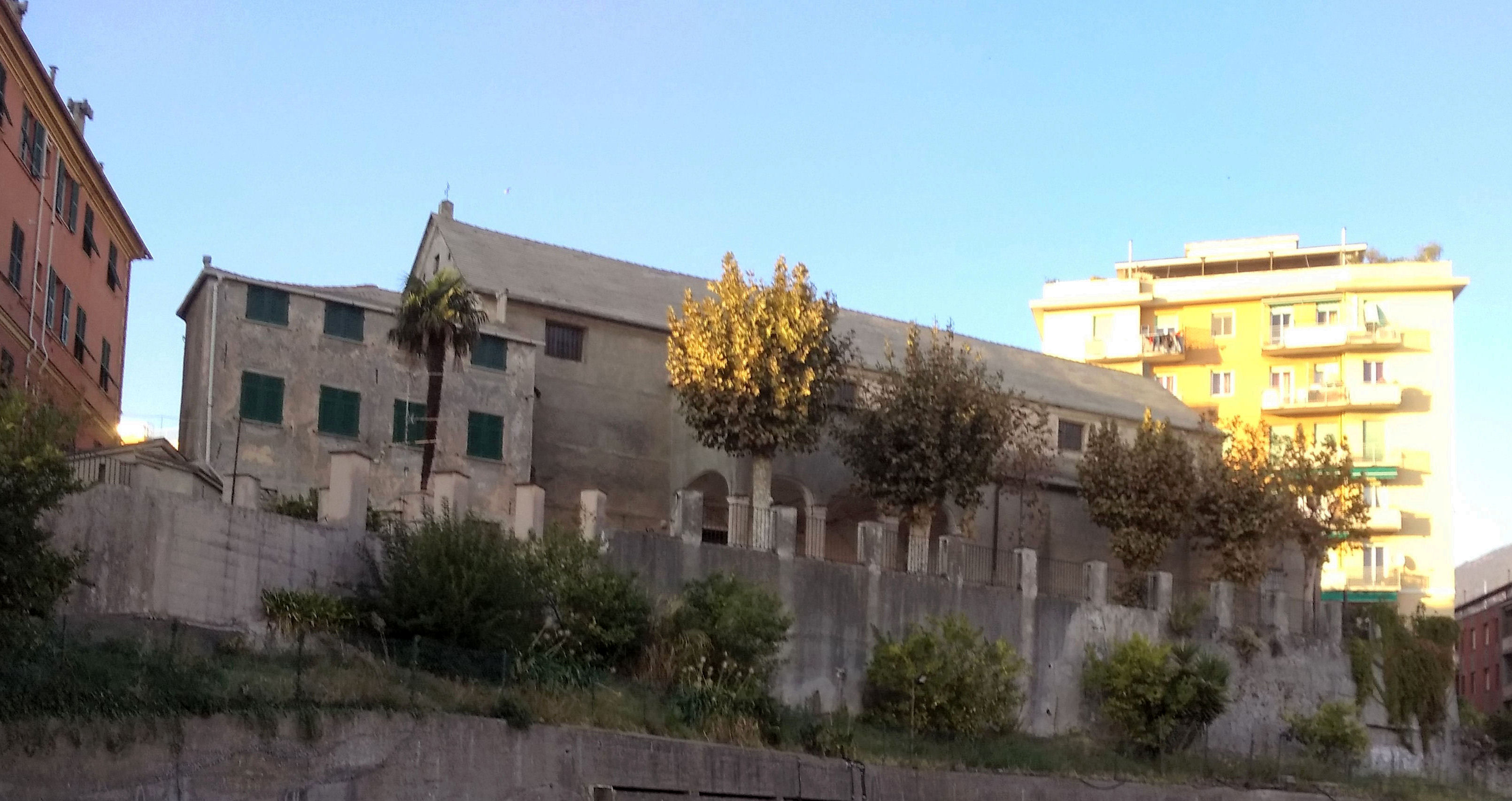
L'oratorio del Santo Cristo

Nei pressi della chiesa sorge l'oratorio di San Giovanni Battista, detto del "Santo Cristo" per un'antica statua di Cristo in croce che vi è conservata. L'Oratorio è stato restaurato e riaperto al pubblico nel 1983, dopo che nel 1970, a seguito di lavori nella sottostante galleria dell'Autostrada A10 (Genova-Savona), l'edificio era stato gravemente danneggiato e quindi dichiarato inagibile.
Molti dei dipinti con episodi della vita del Battista che si trovavano nell'Oratorio andarono dispersi durante l'occupazione austriaca del 1746 (Guerra di successione austriaca). Vi si possono ammirare "La Natività di San Giovanni Battista" di Gregorio De Ferrari e un grande quadro settecentesco che raffigura "San Giovanni che battezza Nostro Signore", di autore ignoto.

### Le grotte delle alture di Sestri Ponente
Il monte Gazzo si leva alle spalle della zona di San Giovanni Battista e sulla sua sommità si erge il Santuario di Nostra Signora della Misericordia, presso il quale ha sede il Museo speleologico del Monte Gazzo. Il monte è uno degli affioramenti dell'unità Gazzo-Isoverde, più precisamente definito serie della Bianchetta (dal nome della valle retrostante).
Tra le litologie più tipiche dell'affioramento, ricordiamo appunto le dolomie del monte Gazzo (Triassico superiore): dolomie grigie ben stratificate, con livelli di brecce interclastiche ed uno spessore di circa 250 m.
L'area di interesse speleologico del Monte Gazzo (GE33), adiacente alle aree Alta Val Chiaravagna (GE34) e Lencisa-Torbi (CG_GE4), è costellata da diverse cavità. Tra le più emblematiche si ricordano la grotta Silvio Daneri, la grotta del Falco, l'Antro delle Marmitte e la Grotta dello Scrigno. Molte cavità sono state distrutte parzialmente o totalmente dall'attività estrattiva delle cave che operano sul Monte Gazzo.

Una di esse (forse la grotta del Falco) è così brevemente descritta dall'abate Goffredo Casalis nel suo monumentale "Dizionario degli Stati di S.M. il Re di Sardegna": 
 L'attività speleologica sul Monte Gazzo inizia ai primi del 1900 ad opera di alcuni turisti inglesi. A partire dal secondo dopoguerra, diversi gruppi speleologici genovesi si sono adoperati nello studio delle cavità del monte. Tra questi si ricordano soprattutto il Gruppo Speleologico CAI Bolzaneto (che fondò il sopracitato museo) e lo Speleo Club Gianni Ribaldone, tuttora attivo nel quartiere.